# Sredni Kolibi, Veliko Tărnovo
Sredni Kolibi (în bulgară Средни Колиби) este un sat în comuna Elena, regiunea Veliko Tărnovo,  Bulgaria. 

## Demografie
Componența etnică a satului Sredni Kolibi
     Bulgari (100%)
     Nicio identificare (0%)
     Altele (0%)
La recensământul din 2011, populația satului Sredni Kolibi era de 28 locuitori. Din punct de vedere etnic, toți locuitorii erau bulgari.